# Symmetrodes nitens
Symmetrodes nitens là một loài bướm đêm thuộc phân họ Arctiinae, họ Erebidae.